# سوزان فلانری
سوزان فلانری (انگلیسی: Susan Flannery؛ زادهٔ ۳۱ ژوئیهٔ ۱۹۳۹) یک هنرپیشه اهل ایالات متحده آمریکا است.

## گزیده فیلمشناسی
از فیلم‌ها یا برنامه‌های تلویزیونی که وی در آن نقش داشته‌است می‌توان به آثار زیر اشاره کرد.
- تفنگ‌های دیابلو (۱۹۶۵)
- آسمانخراش جهنمی (۱۹۷۴)
- سفر به قعر دریا (مجموعه تلویزیونی) (۱۹۶۴)
- بن کیسی (۱۹۶۵)
- روزهای زندگی ما (۱۹۶۶–۱۹۷۵)
- تونل زمان (فیلم) (۱۹۶۶)
- زنبور سبز (مجموعه تلویزیونی) (۱۹۶۶)
- دالاس (مجموعه تلویزیونی ۱۹۷۸) (۱۹۸۱)
- جسور و زیبا (۱۹۸۷–۲۰۱۲, ۲۰۱۸)